# Pont-l'évêque
El pont-l'évêque es un queso francés fabricado en Normandía, se beneficia de una A.O.C. desde 1972. Fue incluido por Francia entre los quesos DOP del Reglamento (CE) n.º 1107/96. Debe su nombre a la ciudad de Pont-l'Évêque (Calvados) donde es fabricado y famoso desde hace siglos.

## Características
Es un queso a base de leche de vaca, se presenta en forma cuadrada con una pasta cremosa con corteza lavada de color beige o anaranjada. Su peso medio es de 420 gramos.
Su periodo óptimo de degustación se extiende de mayo a septiembre tras una maduración de 4 a 6 semanas, pero es igualmente bueno de abril a noviembre.
Producción: 3 612 toneladas en 1998 (+3,17% desde 1996).

## Denominación de origen
A nivel nacional, en Francia, el Pont-l'Évêque es reconocido como appellation d'origine contrôlée (AOC) desde 1972. Desde 1996, es una denominación de origen protegida (PDO) ante la Unión Europea. A nivel internacional, cuenta con registro como denominación de origen, conforme al Sistema de Lisboa, ante la Organización Mundial de la Propiedad Intelectual, desde el 19 de diciembre de 1972.